# Henri Couttet
Henri Michel Couttet (* 8. Juni 1901 in Chamonix, Département Haute-Savoie; † 11. Oktober 1953) war ein französischer Eishockeyspieler.

## Karriere
Henri Couttet nahm für die französische Eishockeynationalmannschaft an den Olympischen Sommerspielen 1920 in Antwerpen teil. Auf Vereinsebene spielte er für den Chamonix Hockey Club. Mit diesem gewann er in der Saison 1922/23 den französischen Meistertitel.

## Erfolge und Auszeichnungen
- 1923 Französischer Meister mit dem Chamonix Hockey Club